# Margapadang
Margapadang is een bestuurslaag in het regentschap Tegal van de provincie Midden-Java, Indonesië. Margapadang telt 2532 inwoners (volkstelling 2010).